# Uralocynodon tverdokhlebovae
Uralocynodon tverdokhlebovae — вид ранніх цинодонтів.
Існував у кінці пермського періоду. По всій видимості, близький родич процинозуха. Скам'янілі рештки виду знайдені в Росії (Оренбурзький район). Описаний за лівою зубною кісткою з Кутулукської світи.